# Шамугия, Валериан Николаевич
Валериан Николаевич Шамугия (25 марта 1912, Зугдидский уезд, Кутаисская губерния, Российская империя — неизвестно, село Октомбери, Зугдидский район, Грузинская ССР) — председатель колхоза «Октомбери» Зугдидского района, Грузинская ССР. Герой Социалистического Труда (1948).

## Биография
Родился в 1912 году в крестьянской семье в Зугдидском уезде, в современном селе Октомбери. После окончания местной школы трудился в сельском хозяйстве до призыва в феврале 1940 года на срочную службу в Красную Армию. С лета 1941 года участвовал в Великой Отечественной войне. Воевал политруком в составе 339-го зенитно-артиллерийского полка (в последующем — 353-й отдельный зенитно-артиллерийский дивизион) на Крымском фронте. В мае 1942 года во время отражения авиационной атаки получил тяжёлое ранение. После излечения демобилизовался и возвратился на родину. С 1943 года возглавлял колхоз «Октомбери» Зугдидского района с усадьбой в родном одноимённом селе.
В 1947 году колхоз сдал государству в среднем с каждого гектара по 70,87 центнеров кукурузы с площади 16 гектаров. Указом Президиума Верховного Совета СССР от 21 февраля 1948 года удостоен звания Героя Социалистического Труда за «получение высоких урожаев кукурузы и пшеницы в 1947 году» с вручением ордена Ленина и золотой медали «Серп и Молот» (№ 816).
Этим же указом званием Героя Социалистического Труда были награждены труженики колхоза «Октобери» бригадир Варлам Отарович Цицава, звеньвые Иван Варламович Шамугия и Алексей Андреевич Цоцерия.
После выхода на пенсию проживал в селе Октомбери. Дата смерти не установлена.
Награды
- Герой Социалистического Труда
- Орден Ленина
- Медаль «За боевые заслуги» (06.11.1947)
- Медаль «За оборону Кавказа» (01.05.1944)